# Nki Nationalpark
Nki Nationalpark (Parc national de Nki, også Réserve de Nki) er en nationalpark i det sydøstlige Cameroun, der ligger i regionen Est. De nærmeste byer til Nki er Yokadouma, Moloundou og Lomie. På grund af sin afsides beliggenhed er Nki blevet beskrevet som "den sidste sande vildmark". Den har et stort og varieret økosystem, er hjemsted for over 265 fuglearter og skovene i Cameroun indeholder nogle af de tætteste bestande af skovelefanter i verden med en elefanttæthed på cirka 2,5 pr. kvadratkilometer for Nki og den nærliggende Boumba Bek Nationalpark tilsammen. Dyrene er ofre for krybskytteri, hvilket har været et stort problem siden den økonomisk depression i 1980'erne. De oprindelige folk følger i krybskytternes fodspor, tiltrukket af de økonomiske muligheder. Fjernelsen af skovhugstindustrier fra parken har derimod været en succes; det betragtes ikke længere som en større trussel mod Nkis vildmark.

## Historie
Verdensnaturfonden har arbejdet  med at bevare parken siden 1980'erne, herunder at befri området for skovdrift. Dette  er dog blevet mødt med en del kritik, især fra beboerne i den afsidesliggende landsby Ndongo i Cameroun. Før WWF kom, var Ndongo en travl by med 300 indbyggere med ret gode veje og rigelige arbejdsmuligheder i skovhugsten. Da organisationen havde etableret sig, lagde den pres på virksomhederne til at operere  mere miljøvenligt. Skovhugstfirmaerne trak sig ud af byen i 1988, efterlod ødelagte maskiner og skadede Ndongos økonomi alvorligt. Ifølge Leonard Usongo, leder af WWF-projekter i det sydøstlige Cameroun, "kan vi ikke overbevise et samfund om behovet for at beskytte skovene, hvis vi ikke anerkender deres problemer eller deres fattigdom." 
I dag er skovningen ikke længere et stort problem, da "det ville kræve en stor investering at udvikle den nødvendige infrastruktur, såsom veje, til [dens] drift, især i den sydlige del af Nki." Ifølge WWF's videnskabelige rådgiver i regionen, Paul Robinson Ngnegueu, "er krybskytteri den største trussel mod ... Nki."  Efter den økonomiske nedgang  i Cameroun i slutningen af 1980'erne fulgte de oprindelige folk krybskytterne, tiltrukket af de økonomiske muligheder. De solgte deres produkter gennem "mellemhandlere" for penge og mere jagtudstyr.
De camerounske myndigheder bekæmpede krybskytteri i Nki ved at anvende undertrykkende foranstaltninger mod den oprindelige befolkning. Et eksempel på dette var i januar 1997, da bakaer blev tvunget fra deres hjem nær Mambele. Disse handlinger vendte Bakaerne mod WWF, som de betragtede som "en organisation af hvide, der ønsker at beskytte dyr". Hvert år rejser krybskytter op ad Djafloden til det centrale Nki, hvor der  er rigeligt elefantelfenben. Stærke strømme forhindrer sejlads i halvdelen af året, men derefter er faunaen ifølge freelancejournalisten Jemini Pandya let at jage.
Ikke desto mindre, beskrev Pandya fra WWF i begyndelsen af 1990'erne  Nki Nationalpark, som "den sidste sande vildmark". I 1995 blev parken udnævnt til en essentiel beskyttelseszone, dens første officielle status. Den blev ikke formelt etableret som nationalpark, før den camerounske regering den 17. oktober 2005 udstedte et dekret om oprettelsen af Boumba Bek og Nki Nationalparker. Etableringen var ikke uden modstand; Bakafolkene har løbende bedt om at reducere parkens grænser og om øgede brugerrettigheder.
Cameroun og Gabon arbejder i øjeblikket på  et bevaringsinitiativ ved navn TRIDOM-projektet, der fører til en arealforvaltningsplan, som vil føre tilsyn med adgang til og brug af skove. Det vil skabe en trenationers "interzone" afgrænset af Minkebe, Boumba-Bek, Nki og Odzala Nationalparker samt Dja faunareservat. Projektet er en del af en bevaringsbevægelse med en zoneinddeling og udpegning af nye beskyttede områder.

## Geografi
Parken ligger i et fjerntliggende område i det sydøstlige Cameroun, som "har bidraget til at bevare det meste af dens uberørte skov og skønhed." Den er aldrig blevet fuldt udforsket. Terrænet er hovedsageligt kuperet i en højde af 350 til 650 moh. og ligger i Sangha-økoregionen. Nki krydses af flere store floder, herunder Dja-floden. Et vandfald, Nki-vandfaldet, ligger ved floden i parken. Parken ligger i regionen Est (Øst). De nærmeste byer til Nki er Yokadouma, Moloundou og Lom.
73 bais, eller skovlysninger, er lokaliseret i Nki Nationalpark.  Baierne har en lille bæk som ligger oven på et lag af sten og sand, og med en stor mineralgrube omkring. Det er levested for adskillige dyrearter, hvoraf de største er chimpanser, elefanter, bøfler og gorillaer. 
Parken har et tropisk klima med temperaturer fra 23,1 – 25°C og en gennemsnitstemperatur på 24°C. Den relative luftfugtighed varierer mellem 60 og 90%, mens den årlige nedbør er 1.500 mm om året. Ifølge Det nærliggende Moloundou har, ifølge Camerouns landbrugsministerium, en regntid fra september til november, en tørtid fra november til marts og en regntid fra marts til juni og en tørtid fra juli til august. 

## Demografi
Området omkring parken, har ifølge Verdensnaturfonden en befolkning på 22.882  mennesker, hovedsageligt etniske bantuer og baka-pygmæer. Disse omfatter stammerne Djem, Bangando, Bakwele og Zime. Ikke-indfødte ansatte i skovhugstfirmaer og handlende udgør en betydelig del af befolkningen.  Befolkningstætheden i regionen er omkring fem personer pr. kvadratkilometer, koncentreret langs hovedvejen mellem  Yokadouma og Moloundou. Landsbyerne omkring parken er for det meste homogene, da der er få ikke-indfødte, hvoraf de fleste arbejder som embedsmænd eller handlende.

## Biodiversitet

### Flora
Ligesom med nationalparken  Boumba-Bek mod nordøst er den primære skovtype halvstedsegrøn med en åben krone domineret af den 50-60 m høje Triplochitontræer, selvom den er blandet med store pletter af lukkede stedsegrønne træer. Der er også nogle sæsonbestemte oversvømmede Uapaca- træer langs Dja-floden.

### Dyreliv
Ifølge Environmental News Service "omfatter Nki en biodivers gruppe af planter og dyr." Sitatunga, chimpanser, skovantilope (primært dykkerantiloper), buskbukke, skovsvin, busksvin, leopard,  Nilkrokodiller og bongoer findes alle i Nki Nationalpark sammen med "hundredvis" af fiskearter.
Skovene i Cameroun har nogle af de højeste bestandstætheder af skovelefanter i verden, og Nki er ingen undtagelse, med en elefanttæthed på cirka 2,5 pr. kvadratkilometer for Boumba Bek og Nki tilsammen. Antallet er steget støt fra 1.547 i 1998 til 3.000 i 2006. Gorillaer rapporteres også at være almindelige; der er anslået 6.000 voksne gorillaer i Nki. Parken er også hjemsted for dagaktive primater, såsom de truede kamabe, Brazzaabe og den sorte kolobus, der angiveligt kun lever øst for Dja-floden.
En 20-dages undersøgelse udført af BirdLife International registrerede 265 fuglearter i parken. Af disse er den gulbugede form af skovrødhals (Stiphrornis) udbredt. I undersøgelsen blev et par Dja-flodsangere opdaget i et 1 hektar stort område af Rhynchospora-sumpen; dens bestand må være lille, da der er få sådanne sumpe i Nki.  To små ugler, Sjostedts og den afrikanske stribede ugle, sameksisterer i Nki på grund af sammenfaldende habitatkrav.